# Achim Vogt
Achim Vogt (né le 7 décembre 1970 à Balzers) est un ancien skieur alpin liechtensteinois.
En 2025, pour les élections législatives liechtensteinoises de 2025, il se présente dans la circonscription de l'Oberland pour les Démocrates pour le Liechtenstein.

## Coupe du monde
- Meilleur classement final: 33e en 1995.
- 1 victoire.

### Saison par saison
- Coupe du monde 1995:
  - Slalom Géant : 1 victoire (Tignes (France)).